# Alexander Jungfleisch
Alexander Jungfleisch (* 16. Januar 1905 in Saarbrücken; † 26. Dezember 1993 ebenda) war ein deutscher Jurist und Direktor der Landesversicherungsanstalt des Saarlandes.

## Leben
Nach dem Abitur am Ludwigsgymnasium Saarbrücken absolvierte Alexander Jungfleisch ein Studium der Rechtswissenschaften an der Philipps-Universität Marburg, der Humboldt-Universität zu Berlin und der Universität zu Köln. Nach den beiden juristischen Staatsexamen wurde er Referent für Sozialversicherung in der Regierungskommission des Saargebietes.
1939 wechselte er in die Abteilung Sozialversicherung im Reichsarbeitsministerium, kam in die Organisation Todt und wurde 1942 zum Oberregierungsrat befördert. 1945 übernahm er als Direktor die Leitung des Knappschafts-Oberversicherungsamtes in Berlin.
Bevor er 1948 Abteilungsleiter Sozialversicherung im saarländischen Ministerium für Arbeit und Wohlfahrt wurde, war er als Justitiar beim Oberbergamt des Saarlandes tätig. Im Mai 1949 wechselte er zur Landesversicherungsanstalt des Saarlandes und wurde dort am 24. Dezember 1949 stellvertretender Leiter der Behörde und 1959 der erste Direktor.
An der Universität des Saarlandes erhielt er einen Lehrauftrag  für saarländische Sozialversicherung.
Am 10. Juni 1964 wurde er in der Gründungsversammlung des Schulvereins des Ludwigsgymnasiums zum Vorsitzenden gewählt
und am 1. August 1972 Gründungsdirektor der Katholischen Fachhochschule für Sozialwesen.
Jungfleisch war ehrenamtlich im Caritasverband für Saarbrücken und Umgebung e.V. tätig und maßgeblich am Aufbau des Rastphuhl-Krankenhauses beteiligt.

## Ehrungen und Auszeichnungen
- 2. Juli  1970 Großes Bundesverdienstkreuz
- 1977 Komturkreuz des Silvesterordens durch Papst Paul VI.

## Schriften
- 1956 Die Sozialversicherung des Saargebietes, in Zeitschrift für Sozialreform 2 (1956), S. 77
- 1943 Arbeitsbedingungen und soziale Betreung der O.T. Frontarbeiter, in Soziale Praxis, Februar 1943